# Melonycteris woodfordi
Melonycteris melanops é uma espécie de morcego da família Pteropodidae. Pode ser encontrada na Papua-Nova Guiné e Ilhas Salomão, nas ilhas de Bougainville, Buka, Oblari, Alu, Choisel, Fauro, Mono, Santa Ysabel, Nggela e Florida.